# كبمبة متفرعة
كبمبة متفرعة (الاسم العلمي:Cabomba furcata) هي نوع من النباتات تتبع جنس الكبمبة من الفصيلة النيلوفرية.